# Atletica leggera ai Giochi della X Olimpiade - Salto in lungo
La competizione del salto in lungo di atletica leggera ai Giochi della X Olimpiade si tenne il 2 agosto 1932 al Memorial Coliseum di Los Angeles.

## L'eccellenza mondiale
| Primatista europeo       | 7,64 1928 | Rudolf Dobermann | Rit. 1929 |
| Primatista mondiale      | 7,98 1931 | Chūhei Nanbu     | Presente  |
| Primatista stagionale    | 7,78      | Lambert Redd     | Presente  |
| Vincitore dei Trials USA | 7,73      | Richard Barber   | Presente  |

1. ↑  Fino al 1º agosto.

## Risultati

### Turno di qualificazione
I dodici atleti iscritti sono ammessi direttamente alla finale.

### Finale
Tutte le posizioni di vertice vengono decise nei primi due turni. Edward Gordon fa il suo miglior salto al primo turno.

Il connazionale Redd (secondo) esegue un salto che crea dubbi alla giuria. Viene misurato a 7,95, ma è successivamente annullato.

Delude il primatista mondiale (7,98), il giapponese Chūhei Nanbu, che salta oltre mezzo metro in meno rispetto al suo primato e si deve accontentare della medaglia di bronzo.

Il vincitore dei Trials (7,73) Richard Barber, arriva quinto con 7,39.
| Pos.    | Atleta           | Età | Nazione     | Misura | Salti | Salti | Salti | Salti | Salti | Salti |
| Pos.    | Atleta           | Età | Nazione     | Misura | 1°    | 2°    | 3°    | 4°    | 5°    | 6°    |
| ------- | ---------------- | --- | ----------- | ------ | ----- | ----- | ----- | ----- | ----- | ----- |
| Oro     | Ed Gordon        | 24  | Stati Uniti | 7,64   | 7,64  | 7,00  | 7,43  | N     | N     | N     |
| Argento | Lambert Redd     | 24  | Stati Uniti | 7,60   | N     | 7,60  | N     | 7,39  | N     | 7,49  |
| Bronzo  | Chūhei Nanbu     | 28  | Giappone    | 7,45   | 7,45  | N     | N     | 7,32  | 7,39  | N     |
| 4       | Eric Svensson    | 28  | Svezia      | 7,41   | 7,27  | 7,24  | 7,41  | 7,06  | -     | -     |
| 5       | Richard Barber   | 22  | Stati Uniti | 7,39   |       |       |       |       |       |       |
| 6       | Naoto Tajima     | 19  | Giappone    | 7,15   |       |       |       |       |       |       |
| 7       | Héctor Berra     | 22  | Argentina   | 6,66   |       |       |       |       |       |       |
| 8       | Clóvis Raposo    | 23  | Brasile     | 6,43   |       |       |       |       |       |       |
| 9       | Silvio Cator     | 31  | Haiti       | 5,93   |       |       |       |       |       |       |
| 10      | Esteban Crespo   |     | Messico     | 5,83   |       |       |       |       |       |       |
| 11      | Erich Köchermann | 28  | Germania    | 5,75   |       |       |       |       |       |       |
| -       | Len Hutton       | 24  | Canada      | NM     |       |       |       |       |       |       |